# Hans Fischl
Hans Fischl (* 24. Februar 1864 in Stadtamhof bei Regensburg; † 15. Juni 1938 in Frankfurt am Main) war ein deutscher Gymnasiallehrer vornehmlich für Griechisch und Latein.

## Leben
Er besuchte bis 1884 das Gymnasium seines Geburtsortes, war bis 1892 Leutnant im 13. Bayerischen Infanterie-Regiment und studierte danach an der Universität München Philologie. Dort besuchte er vor allem das Seminar für klassische Philologie, das Archäologische Seminar unter Vorstand Adolf Furtwängler, das Seminar für deutsche Philologie, sowie das Historische Seminar, deren akademische Vorstande und Wissenschaftler aus der Philosophischen Fakultät kamen. Professoren waren der Philologe Wilhelm von Christ, zugleich Mitglied der Reichsschulkommission und des damaligen kaiserlich deutschen archäologischen Instituts, der Begründer des Handbuchs der Altertumswissenschaft, Philologe/Pädagoge Iwan von Müller, dessen „Handbuch der klassischen Altertumswissenschaft“ Fischl für seine eigene wissenschaftliche Forschung hilfreich war, sowie der klassische Philologe Eduard Wölfflin. Erster Vorstand des Historischen Seminars war Karl Theodor Heigel und der II. Vorstand der Professor für Geschichte Hermann Grauert.  Die Staatsexamina legte Fischl nach Beendigung seines vierjährigen Philologie-Studiums 1895/96 ab.
Er hatte entsprechende Studiengänge belegt, um in erster Linie Fachlehrer für alte Sprachen an höheren Schulen zu werden. Im Jahre 1896 bestand er den dafür erforderlichen zweiten Prüfungsabschnitt. Er war 1897 an der höheren Töchterschule in Ludwigshafen am Rhein als Professor tätig und wurde 1900 an das Gymnasium in Ludwigshafen versetzt. Er bekam ab 1. September 1901 eine Stelle am Gymnasium in Schweinfurt. Von dort wechselte er an das damalige K. Humanistische Gymnasium Kempten.
Anfang 1913 wurde Fischl in die Krausgesellschaft aufgenommen, einer 1904 in München gegründeten Vereinigung für Religiösen und Kulturellen Fortschritt, die bis 1927 bestand. Im Protokoll der Sitzung vom 29. Januar 1913, an der u. a der Historiker und Verfasser eines Programms der Krausgesellschaft Philipp Funk teilnahm, wurde der Lehrer an höheren Schulen Hans Fischl als Gymnasialprofessor bezeichnet und sein damaliger Wohnort mit Kempten im Allgäu (Freudental) festgehalten. 1925 war Fischl Oberstudienrat am Realgymnasium in Würzburg.
Fischl wurde Mitglied der Deutschen Demokratischen Partei (DDP) und kandidierte als Oberstudienrat in Aschaffenburg, wo er zu jener Zeit wohnte, für die in Deutsche Staatspartei (DStP) umbenannte Partei zu den Reichstagswahlen am 14. September 1930. In Aschaffenburg beendete Fischl sein Berufsleben als Gymnasiallehrer, widmete sich jedoch weiterhin der Archäologie sowie der Philologie, darunter der Klassischen und Germanischen Sprachwissenschaft, und verfasste Die Frau im alten Rom.
Seinen Lebensabend verbrachte Hans Fischl als Witwer in Frankfurt am Main in einer Parterrewohnung in der Westendstraße, wo sein Sohn Werner Fischl im selben Haus wohnte. Dieser Sohn wurde 1897 in Ludwigshafen geboren und war von 1946 bis 1952 Generalstaatsanwalt des Landes Sachsen-Anhalt.

## Schriften/Veröffentlichungen
- Fernsprech- und Meldewesen im Altertum mit besonderer Berücksichtigung der Griechen und Römer. 1904[20]
- Die Brieftaube im Altertum und Mittelalter. 1909[21]
- Die Frau im römischen Altertum, besonders in der Kaiserzeit. 1911[22]
- Die Optische Telegraphie der alten Griechen, 1912[23]
- Die Frau im alten Rom (= Tusculum-Schriften 25). Heimeran, München 1935[24]

### Besprechung:Die Brieftaube im Altertum und Mittelalter
Der Hallenser Lehrer an der Latina  und promovierte Philologe Johannes Moeller schrieb 1910 eine kritische Besprechung zu Fischls Abhandlung „Die Brieftaube im Altertum und Mittelalter“. Er vermisste die Berücksichtigung des 1906 veröffentlichten Aufsatzes des Sprachwissenschaftlers Friedrich Kluge mit dem Titel „Die Heimat der Brieftaube“ und lobte die „Vorarbeiten“ anderer „Gelehrter“ zu diesem Thema, darunter die des Orientalisten Friedrich Schwally. Der Rezensent betonte weiter die Vollständigkeit des vom Schweinfurter Gymnasiallehrer Fischl herbeigeschafften und benutzten Materials, „soweit es das römisch-griechische Altertum betrifft.“ Er wies zudem darauf hin, dass es sich bei dem Beitrag Fischls um den zweiten Teil der Veröffentlichung  über das „Fernsprech- und Meldewesen im Altertum“  handelte. Die Zusammenfassung und Schlussfolgerung lautete:
– Die Taube wurde „schon in vorchristlicher Zeit als Bote verwendet“, sowohl „in privatem“ als auch „in öffentlichem Dienste“.
– Als „Heimat der Brieftaube (ist) der Orient anzusehen (…)“.
– Die Dienste der Brieftaube wurden „im griechisch-römischen Altertum und im westlichen Europa zur Zeit des Mittelalters nur ganz vereinzelt in Anspruch genommen“.
Fischl betonte einleitend in seiner Abhandlung, dass man schon frühzeitig den großen „Heimatsinn der Taube, ihre Orientierungsgabe und  Schnelligkeit erkannt und sich nutzbar gemacht“ hatte und dabei bezog sich der katholische Autor auf das Alte Testament. Der Gymnasiallehrer begann mit den Israeliten, welche die „Vögel zu Botenzwecken benutzten.“ Er bedankte sich im Anhang zu seiner Abhandlung bei dem damaligen Schweinfurter Rabbiner Salomon Stein (1866–1938) u. a. für dessen weiterführenden Hinweise zum Thema.
Das Studium von Die Brieftaube. Ein Hand- und Lehrbuch für ihre Verpflegung, Züchtung und Abrichtung des Fachbuchautors  Karl Ruß war Fischl ebenfalls hilfreich.

### Autor vonDie Frau im Alten Rom
Als pensionierter Oberstudienrat verfasste Fischl DIE FRAU IM ALTEN ROM. Im Einzelnen behandelte der Autor das Leben der römischen Frau von der Geburt über die Erziehung, Heirat (Vermählung) und Ehe bis hin zum Tod. Schließlich ging Fischl auf Fragen der Emanzipation und des römischen Erbrechts ein. Der Münchener Verleger Ernst Heimeran veröffentlichte die Schrift in einer Reihe zur „Kulturgeschichte des Altertums in Einzeldarstellungen“. Das Bändchen wurde auf den Innenseiten mit Bildern aus dem Alltagsleben im antiken Griechenland illustriert. Der dort gegebene Hinweis zur Herkunft der Illustrationen bezog sich auf die Attische Vasenmalerei, insbesondere auf drei attische „Pyxiden (Deckelbüchsen)“, und informierte, dass der Inhalt dieser Abbildungen  „(…) auch das Wesen des römischen Frauenlebens (treffen)“. Zum weiteren Studium des Themas wurde auf Ludwig Friedlaenders „Sittengeschichte Roms“ aus dem  Verlag von S. Hirzel in Leipzig aus dem Jahre 1881 und eine 1934 erschienene Neuausgabe verwiesen und zugleich wurden die einschlägigen Schriften der Tusculum-Reihe des Heimeran Verlags empfohlen, u. a. die Nr. 2 „Griechische Frauen“ und die Nr. 11 „Antike Küche“.
Fischl selbst hatte bereits zu seiner 1910/11 verfassten, thematisch vergleichbaren gymnasialen Programmarbeit „Die Frau im römischen Altertum, besonders in der Kaiserzeit“ im Juni 1911 im Vorwort erklärt: „Ich hoffe damit etwas geschaffen zu haben, was vielleicht weniger den Philologen als solche Kreise interessieren wird, die der ... Frauenbewegung nicht teilnahmslos gegenüberstehen.“